# 숙의 김씨 (단종)
숙의 김씨(淑儀 金氏, 1440년 경 ~ 1525년 음력 2월)는 조선 단종의 후궁이다. 단종 폐위 이후 중종 때까지도 생존했다.

## 생애

### 입궁과 후궁 시절
조선의 제6대 왕 단종의 후궁이며, 정식으로 간택을 받은 간택후궁이다. 언제 태어났는지는 알 수 없으나, 1519년(중종 14년)의 《조선왕조실록》에 "금년 80세가 지났으니.."라는 기록으로 미루어보아 1440년 경에 태어난 것으로 보인다. 본관은 상산으로 김사우의 딸이며, 이극배의 외조카이다. 외조부는 우의정 이인손이다.
1454년(단종 2년) 음력 1월 8일 효령대군, 수양대군을 비롯한 여러 종친들에 의해 창덕궁에서 열린 단종의 왕비 간택에 참여하여 삼간택에 오르고, 음력 1월 10일 함께 삼간택에 올랐던 송현수의 딸이 왕비(정순왕후)로 정해지면서 김씨와 또 다른 삼간택 후보 권완의 딸은 단종의 후궁(숙의 권씨)이 되었다. 이후 밀성군(세종의 서자)의 집에서 거처하다가 음력 1월 24일 정순왕후를 책봉할 때 함께 입궁하였다. 한편 김씨는 후궁으로 들어온 후 병을 앓아, 단종이 수양대군 사저로 거처를 옮긴 적이 있다.

### 단종 폐위 후
단종 폐위 후에도 김씨의 아버지 김사우는 줄곧 관직을 역임하고 군사도 관장하였다. 이에 여러 대신들이 김사우를 탄핵하였으나, 세조는 김사우가 공신이라 하여 탄핵을 윤허하지 않았다. 이후에도 김사우는 단종 복위를 꾀하다가 처형된 송현수, 권완과는 달리 여러 관직을 두루 역임하다가 1464년(세조 10년)에 죽었다.
한편 김씨는 단종 사사 후에도 줄곧 서울에서 살았던 것으로 보인다. 1519년(중종 14년) 음력 1월 26일 당시 80세를 넘겨 생존하여 나라에서 공물을 지급하기 시작하였으며, 이후 충주로 옮겨 거처하다 1525년(중종 20년) 음력 2월 그곳에서 사망하였다. 당시 예조에서 김씨 생존 시 해마다 관에서 물건을 지급한 것을 예로 들면서 중종에게 부의에 대해 문의하였는데, 중종은 지난 날 물건을 지급한 것은 젊은 신하들의 건의로 한 것이며, 노산군이 폐위된 데다가 김씨는 부인도 아닌 후궁이라 하여 일체 부의를 하지 않았다. 한편 김씨는 소생은 없었으며, 외가인 광주 이씨 일가의 이약빙을 양자로 삼았다.

## 가족 관계
- 아버지 : 김사우(金師禹, 1415~1464)
- 어머니 : 광주 이씨 이인손(李仁孫)의 딸
- 시아버지 : 제5대 문종(文宗, 1414~1452, 재위:1450~1452)
- 시어머니 : 현덕왕후(顯德王后, 1418~1441)
  - 남편 : 제6대 단종(端宗, 1441~1457)
    - 양자 : 이약빙(李若氷, 1489~1547)